# يوالار
يوالار هي قرية في مقاطعة أرومية، إيران. يقدر عدد سكانها بـ 553 نسمة بحسب إحصاء 2016.